# إن ربك لبالمرصاد (فلم)
إن ربك لبالمرصاد هو فيلم دراما مصري من إخراج محمد حسيب  وبطولة محمود ياسين، حسين فهمي، يسرا، صلاح نظمي، سهير زكي وأميمة سليم، صدر الفليم في 12 سبتمبر 1983.

## نبذة
تموت زوجة (أحمد) الصيدلي في حادث، مما يصيبه بأزمة نفسية، يُعالج على إثرها في إحدى المصحات، بعد عودته للعمل يكتشف نقصًأ في كمية المخدر الذي يدخل في تركيب أحد الادوية ويتعاون مع زميلته نادية لكشف السبب، تحوم الشكوك حول (شوقي) الذي يعمل معهم، فيدبر جريمة قتل (عزيزة) الممثلة التي تقيم معه في الفندق ويلصقها بـ(احمد)، الذي يهرب لإثبات براءته وتساعده (نادية).

## طاقم العمل
- محمود ياسين بدور أحمد
- حسين فهمي بدور شوقي
- يسرا بدور نادية
- صلاح نظمي بدور نظمي
- سهير زكي بدور صباح
- أميمة سليم بدور عزيزة